# هيروتوشي إيشي
هيروتوشي إيشي (باليابانية: 石井弘寿؛ بالكانا: いしい ひろとし) هو لاعب كرة قاعدة ياباني، ولد في 14 سبتمبر 1977 في إيتشيهارا في اليابان.

## وصلات خارجية
- هيروتوشي إيشي على موقع الدوري الياباني لكرة القاعدة (الإنجليزية)
- هيروتوشي إيشي على موقع أوليمبيديا (الإنجليزية)